# Deadvlei

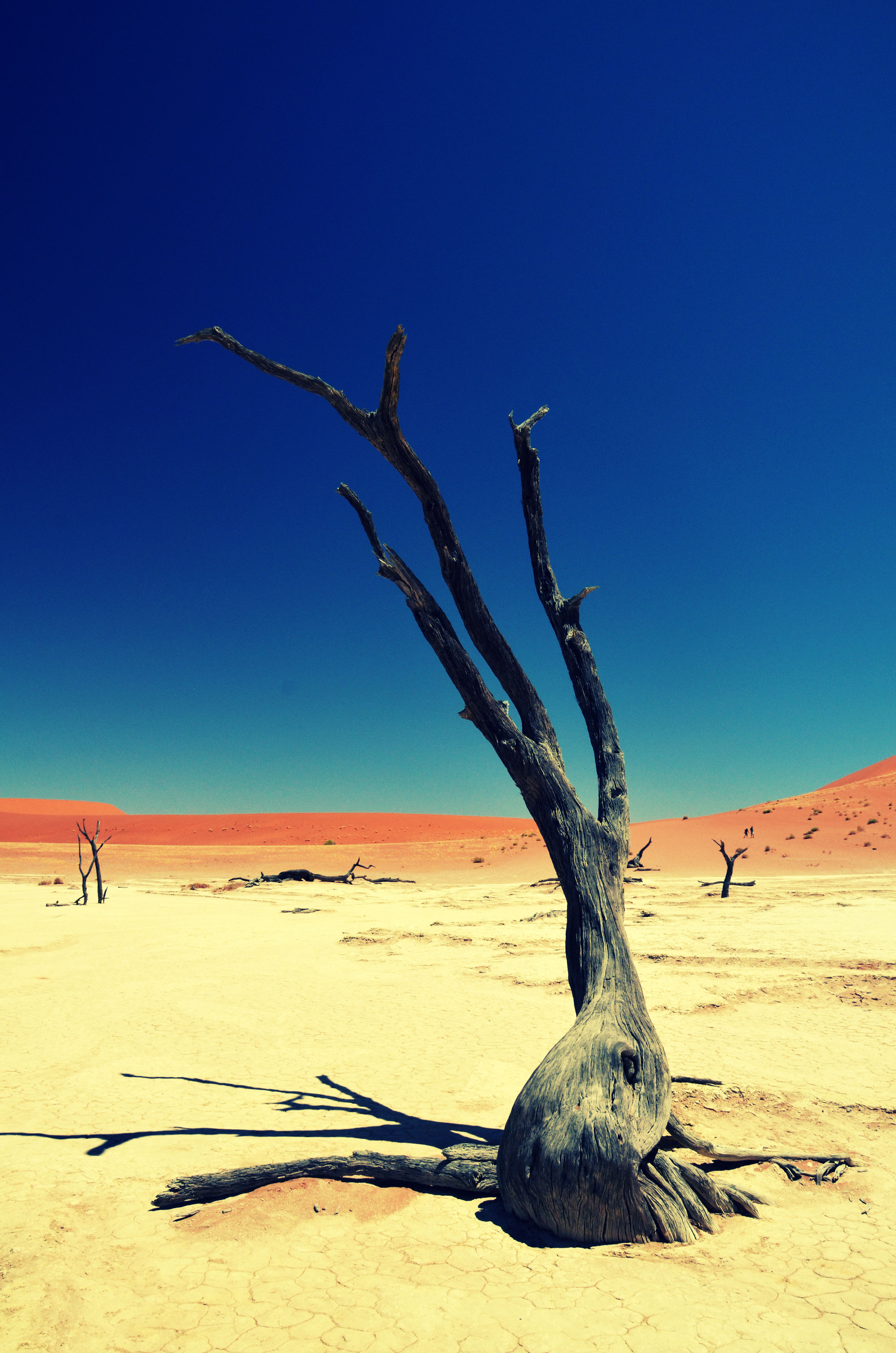
Toter Kameldorn im Deadvlei

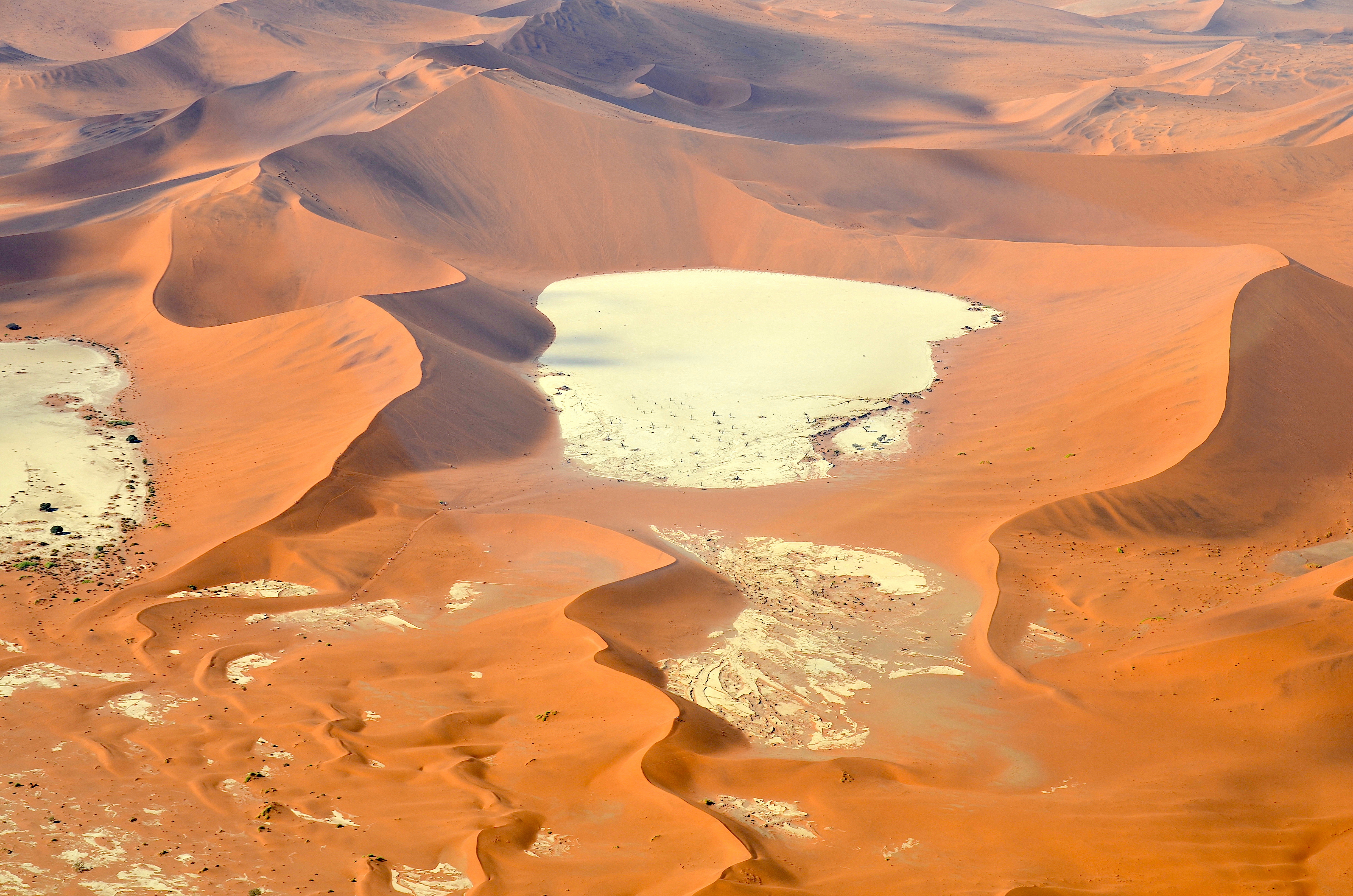
Das Deadvlei aus der Vogelperspektive (Blickrichtung Südost)

Das Deadvlei (von englisch dead ‚tot‘ und Afrikaans vlei [fləi̯] als Sammelbezeichnung für die meist trockenliegende Endsenke eines Wüstenflusses), auch Dead Vlei geschrieben, ist eine kleine, von Dünen umschlossene Ton-Pfanne im Namib-Sandmeer in Namibia. Das Deadvlei ist Teil des Namib-Naukluft-Nationalparks und wird, wie auch das nahegelegene Sossusvlei im Norden und Osten, geotouristisch vermarktet.

## Beschreibung
Die Grundfläche des Deadvlei (ohne Dünenhänge) ist eine in Nordwest-Südost-Richtung gestreckte Ellipse mit einer Größe von rund 0,6 Quadratkilometern (60 Hektar). Über dem südöstlichen Ende der Senke erhebt sich der Hauptkörper von „Big Daddy“ (auch „Crazy Dune“ genannt), mit ca. 350 m eine der höchsten Sanddünen der Welt. Die Sandrücken, die das Deadvlei im Nordosten und Südwesten flankieren, sind zwei Ausläufer dieser Großdüne. Am nordwestlichen Ende ist das Deadvlei zum Endsenkensystem des Tsauchab, eines der großen blind endenden Trockenflüsse des Namib-Sandmeers, geöffnet. Die Oberfläche des Senkengrundes wird überwiegend von einer weißlichen rissigen Ton-Schluff-Schicht gebildet, die sich in Luftaufnahmen deutlich von den dunkleren, rötlichen umliegenden Dünen abhebt.
Charakteristisch und namensgebend für das Deadvlei sind die vielen abgestorbenen Kameldornbäume (Vachellia erioloba) in seiner nordwestlichen Hälfte. Aufgrund der extremen Trockenheit verrotten sie nur sehr langsam und sind deshalb bis heute erhalten. Radiokarbondatierungen des Holzes ergaben, dass die Baumgerippe ein Gesamtalter von rund 850 Jahren haben, und dass die Bäume in der zweiten Hälfte des 14. und der ersten Hälfte des 15. Jahrhunderts abstarben. Sie bezeugen, neben sedimentologischen Befunden, dass der Tsauchab vor über 600 Jahren mehr bzw. öfter Wasser geführt haben und es seinerzeit im Deadvlei feuchter gewesen sein muss. Der ermittelte Zeitraum für das Absterben legt einen Zusammenhang der abnehmenden Wasserführung des Tsauchab mit dem Einsetzen der Kleinen Eiszeit nahe.
Am Fuß der Dünen sowie in den wenigen Randbereichen, wo die Oberfläche nicht durch die Ton-Schluff-Kruste versiegelt ist, zeigen einzelne Flecken mit niedrigem Bewuchs an, dass geringe Mengen an Niederschlagswasser im Kornzwischenraum des Sandes bis hinunter in die Senke sickern. Ebenfalls leben Tiere im Deadvlei, es sind unter anderem im Sand Geckos zu finden, Vögel leben in den Kameldornbäumen und Oryxe streifen durch die Landschaft.

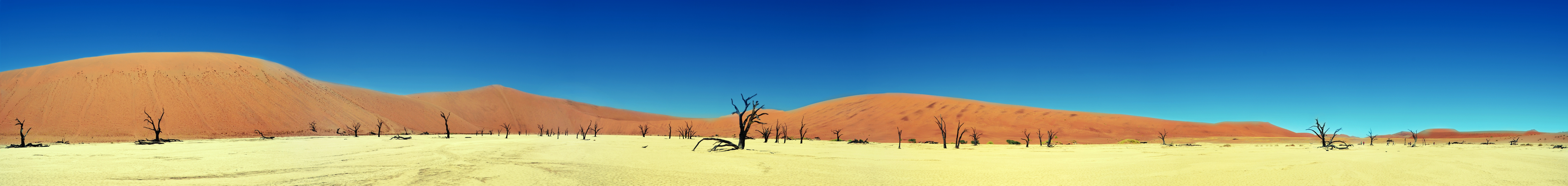
Panorama. Die rechts weiter im Hintergrund deutlich erkennbaren belaubten Akazienbäume zeigen, dass das Deadvlei heute nicht ganz so tot ist, wie es sein Name sagt.

## Trivia
Das Deadvlei war im Jahr 2000 Drehort für die Anfangsszene des Films The Cell.